# 掲棋
掲棋（ジエチー、中国語: 揭棋; 冚棋とも）またはうつぶせシャンチーは、シャンチー（中国象棋）のバリエーション（変則シャンチー）の1つである。中国の広州が起源で、広東省や香港、マカオで人気がある。「揭」は中国語で「めくる」「開ける」「暴く」といった意味。

## 歴史
1980年代に羅錦勝とその兄は「海陸空棋」を3人で行うルールに不満を持ち、シャンチーに海陸空棋（暗棋）の要素を導入した変体シャンチーを考案し、これはその後公園で流行し始めた。羅錦勝は広東省にこの変体シャンチーを広めた。その後、ルールが整備され、2011年5月に香港の荃湾棋会で初の国際大会（参加選手は60名あまり）が開催された。2014年には初のオンライン大会が開催され、100人以上が参加した。2016年、中国棋類協会は掲棋をマインドスポーツと学生興趣棋に取り入れた。

## ルール

### 盤と駒
掲棋はシャンチーと完全に同じ盤と駒（棋子）を使用するが、シャンチーとは異なり、駒を裏返した状態の暗子と表にした状態の明子がある。暗子の状態では駒に文字が書かれておらず、種類が分からない。
| 暗子 |
| 明子 |

### 振り駒
対局前、赤（紅）と黒の双方が帥（将）を明子にして九宮内の原点に置く。その後、残りの15個の駒を暗子（うつぶせ）の状態で無作為に配置する。配置する場所はシャンチーの初期配置と同じ場所である。プレイヤー自身もどの場所に（自分の）どの駒が置かれているかは分からない。

### 駒の動き

#### 暗子の動き
暗子の動きは置かれている初期位置で決まる。つまり、シャンチーのある駒の位置にある暗子はその駒の動き方に沿って一歩目の動きをする。例えば、シャンチーの「兵」の初期位置に配置された暗子はは「兵」の動き、「車」の初期位置の暗子は「車」の動きを（一歩目だけ）する。暗子の一歩目の動きを完了すると、裏返して「明子」の状態になる。以後は「明子」としての動き（駒に文字で書かれた種類の動き）に戻る。
暗子が相手の駒を取ることもできるし、暗子の状態で相手から取られることもある。暗子の状態で取られた駒が実際に何の駒であったかを取った側は知ることはできるが、取られた側は知ることはできない。したがって、盤上に自分のどのような種類の駒が残っているか推理しながら指す必要がある。

#### 明子の動き
暗子の動きはシャンチーと基本的に同じであるが、唯一の違いは相（象）と仕（士）が河を渡れることである。

### 勝敗の判断
シャンチーと同様に、詰み（将死）、ステイルメイト（困毙）、パーペチュアル・チェック（長打）、あるいは投了で決着が着く。

## 大会
- 揭棋三亚杯[7]
- 中弈杯[6]

## 著名な棋手
- 符傳詠
- 趙汝權（中国語版）
- 李錦歡
- 張曉平[4]